# Trois Hommes sur un cheval
Pour plus de détails, voir Fiche technique et Distribution.
Trois Hommes sur un cheval est un film italo-français réalisé par Marcel Moussy et sorti en 1969. 
C'est un remake de Three Men on a Horse (1936) de Mervyn LeRoy, film adapté de la pièce de théâtre de George Abbott et John Cecil Holm (1935).

## Synopsis
Le héros de l'histoire, Éric, travaille comme modeste publiciste à Paris, habite dans un immeuble HLM bien gris et doit supporter les vexations de son beau-frère Clément. Adepte des transports en commun, il profite de trajets en bus pour explorer ses talents de turfiste. Assez compétent, il parvient à toucher le fruit de ses talents hippiques, sous la condition qu'un autre parie à sa place. Un matin, il décide de tout plaquer et de changer de vie. Il va se retrouver dans un bistrot où il va se faire plus ou moins adroitement exploiter par Freddy, Jo et Norbert, en mal de tiercé dans l'ordre.

## Fiche technique
- Titre : Trois hommes sur un cheval
- Réalisation : Marcel Moussy
- Assistant-réalisateur : Charles Nemès
- Scénario : Marcel Moussy et Pierre Tchernia d'après la pièce de George Abbott et John Cecil Holm[1]
- Musique : Gérard Calvi
- Photographie : Patrice Pouget
- Montage : Françoise Garnault
- Pays de production :  France -  Italie
- Genre : Comédie
- Durée : 90 minutes
- Date de sortie : France - 10 décembre 1969

## Distribution
- Robert Dhéry : Éric
- Colette Brosset : Kiki
- Jean Poiret : Freddy
- Pierre Tornade : Jo Gabardine
- Robert Castel : Norbert
- Jacques Marin : Fernand
- Jacques Charon : Clément
- Geneviève Fontanel : La femme d'Éric
- Folco Lulli (VF : Roger Carel) : Le patron d'Éric
- Robert Rollis : André Vaquet dit Gus
- Paul Mercey : Inspecteur "Jaune d'Œuf"
- Jean-Pierre Zola : Le beau-frère du concierge
- Pierre Richard : Le peintre
- Simone Duhart : La receveuse du bus
- Véronique Duval
- Luc Delhumeau
- Marcel Gassouk : Le serveur de la buvette
- Marius Laurey : Le concierge
- Fred Personne : L'inspecteur de l'hippodrome
- Jean Rupert : Le chauffeur de Freddy
- Georges Atlas